# Linea (gruppo musicale)
I Linea sono un gruppo musicale rock italiano, considerati una storica combat rock band italiana.

## Storia del gruppo

### 1989-1999: Dalla fondazione al primo album
Il gruppo si è formato sul finire degli anni ottanta a San Giuliano Milanese, nella cintura di Milano, sulla scia delle comuni esperienze musicali che affondavano le radici nella musica punk rock e new wave britannica. Fin dai propri esordi la band trova così ispirazione nel combat rock più politicizzato, come appare chiaro fin dai primi anni di attività tra i numerosi demo-tape e l'attività concertistica nei circuiti alternativi e dei centri sociali.

### 2000-2008:FrontieraeTerra Libera
Nel 2000 la band viene colpita dalla morte del bassista Paolo Cavallotti. Esce nel 2000 il loro primo album intitolato In cammino (Iktius) e dedicato proprio al bassista scomparso. Nel tour che seguì il disco la band vedeva così una line-up composta da Silvio Calesini al basso, Gianmarco Pirro alla chitarra, Claudio Sitta alla batteria e Mauro Zaccuri alla voce.
Negli anni successivi la band affianca la voce di Gianmarco Pirro a quella di Mauro Zaccuri. Il cambio di etichetta li porta poi a realizzare l'album Frontiera per la Casbah Rec./Kose Nostre, un album che ottenne un certo successo nei circuiti del punk rock nazionale, portando la band a partecipare alla compilazione Tributo Italiano A Joe Strummer dedicata al frontman dei Clash e prodotta da Punkadeka. I Linea comparivano così al fianco di alcune delle band più importanti del rock militante nostrano come Klaxon, The Stab, Yo Yo Mundi, Klasse Kriminale e The Gang, partecipando con loro all'omonimo concerto tenutosi all'Estragon di Bologna il 17 dicembre 2005. Tra le molte date del tour successivo vi furono la condivisione del palco con la Gang del fratelli Severini e poi l'apertura del concerto di Salerno di Billy Bragg del 1 maggio 2005. Ormai inseriti nella scena combat rock italiana, negli anni successivi condividono ancora il palco con Banda Bassotti, Stiff Little Fingers, Los Fastidios, Rappresaglia e molti altri.
Se intanto del 2006 era entrato il nuovo chitarrista Federico Bratovich, il batterista Claudio Sitta fu sostituito da Fulvio "Devil" Pinto nel 2007, e con questa formazione nel 2008 viene pubblicato il terzo disco Terra libera per la Business a Low Cost Company, un album di 12 tracce tra cui spiccano la Terra libera, dedicata a coloro che lottano per la legalità e all'utilizzo sociale delle terre confiscate alla mafia ed in particolare alle attività di Libera. Associazioni, nomi e numeri contro le mafie di Don Ciotti. Tra le compilazioni in cui appaiono brani dell'album vanno menzionate Milano Punk Vol.2 (Kose Nostre, 2009) con Ossigeno, Mi-Indies - Non Me Ne Lavo Milano! (Mi-Indies, 2009) con Cani Neri, Revolution Rock - A Way Of Life con L'unica cosa giusta (Know Your Rights Records, 2010) e Know Your Rights (One Step Records, 2012) con Luce sul cantiere. Anche in relazione a questo album, nel 2008 il network di Punkadeka.it assegnò ai Linea il premio per l'impegno sociale al Meeting delle etichette indipendenti di Faenza.

### 2009-in poi:Una nuova voceeFuori mercato
Nel ventennale dalla nascita, la band aprì il concerto dei Los Mondo Bongo presso il Cavern Club di Liverpool. Al concerto seguì una lunga crisi che vide il cantante Mauro Zaccuri lasciare la band, e la sua sostituzione con Roberto 'Roby' Larghi, ex cantante degli Atarassia Group. Con lui registrano l'album intitolato Revoluzionado e rilasciato dalla One Step Records nel 2012.
Nel 2020 esce Fuori mercato, che combina il combat rock e il punk, generi originari del gruppo, con aspetti new wave, anni ’80 e indie rock.

## Discografia
- 2000 - In cammino (autoprodotto)
- 2004 - Frontiera (Casbah Rec./Kose Nostre)
- 2008 - Terra libera (Business a Low Cost Company)
- 2012 - Revoluzionando (One Step Records)
- 2020 - Fuori mercato